# 1302
1302 (MCCCII) var ett normalår som började en måndag i den julianska kalendern.

## Händelser

### November
- 18 november – Påven Bonifatius VIII utfärdar bullan Unam sanctam, vilken betecknar höjdpunkten på de påvliga anspråken.

### December
- 2 december – Det svenska kungaparet Birger Magnusson och Märta Eriksdotter kröns i Sankt Laurentii kyrka, Söderköping. Samtidigt tillträder Birgers bröder Erik och Valdemar sina hertigdömen Södermanland respektive delar av Uppland och Finland.

### Okänt datum
- All jord som donerats till den svenska kyrkan före detta år benämns "gammal kyrkojord" och är skattefri. All jord som doneras från och med detta år benämns "ny kyrkojord" och är skattlagd.
- I Solberga vid Göta älv hålls ett möte mellan Birger och Norges kung Håkon Magnusson samt stormän från respektive rike. Birger tar härvid parti för samma upproriska adelsfraktion, som Håkon har stött. Sveriges intressen förskjuts från öst till väst.
- Hertig Erik trolovas med den ettåriga norska prinsessan Ingeborg.
- I Frankrike inkallas av kung Filip IV den första allmänna ständerförsamlingen,  generalständerna (États généraux) för första gången. Borgerskapet upptages i denna.
- Dante Alighieri förvisas från Florens.
- Borgarna gör uppror i Flandern och segrar över fransmännen vid Courtrai.

## Födda
- Tai Situ Changchub Gyaltsen, ledare av Tibet.

## Avlidna
- 9 april – Konstantia av Sicilien (drottning av Aragonien)
- 2 december – Audun Hugleiksson, norsk länsherre (avrättad).
- 26 december – Valdemar Birgersson, kung av Sverige 1250–1275.
- Cimabue, italiensk målare.